# Patrick O'Brian
Patrick O´Brian, vlastním jménem Richard Patrick Russ (12. prosince 1914 Chalfont St. Peter, Backinghamshire, Anglie – 2. ledna 2000 Dublin, Irsko) byl anglický romanopisec a překladatel. Nejvíce se proslul sérií historických námořních románů z období napoleonských válek, které vypráví o dobrodružstvích kapitána Jacka Aubreyeho a jeho přítele dr. Stephena Maturina (Aubrey–Maturin série).

## Biografie
Byl dvakrát ženatý, s první manželkou měl dvě děti, jeho druhorozená dcera však zemřela jako tříletá. Poté rodinu opustil a odstěhoval se do Londýna. Během 2. světové války chtěl vstoupit do Královského letectva, ale nebyl přijat, pracoval tedy pro tajnou službu a během bombardování Británie nacisty jezdil jako dobrovolník se sanitkou, díky čemuž potkal svou druhou ženu. Po válce spolu žili nejprve několik let na severu Walesu v Cwm Croesor, později se přestěhovali do městečka Collioure ležícího na jihu Francie. Po smrti manželky roku 1998 pobýval O´Brian střídavě v Dublinu, kde také roku 2000 zemřel, pohřben byl však v Coullioure.
Patrick O´Brian si úzkostlivě střežil své soukromí a neprozrazoval mnoho podrobností ze svého života. Po jeho smrti o něm vyšly dvě biografické knihy, první napsal Dean. H. King pod názvem Patrick O'Brian: A Life Revealed a druhou, Patrick O'Brian: The Making of the Novelist, O´Brianův nevlastní syn z druhého manželství Nikolaj Tolstoj.

## Dílo

### Aubrey–Maturin série
Zahrnuje 20 románů, přičemž 21. zůstal nedokončený, odehrávajících se na pozadí napoleonských válek na moři na začátku 19. století. Hlavními postavami jsou kapitán britského námořnictva Jack Aubrey a jeho přítel, irsko-katalánský doktor Stephen Maturin. Ve všech dílech této námořní ságy jsou zakomponovány skutečné události.
1. Velitel šalupy; 2000, 2017, překlad: Leonid Křížek (Master and Commander, 1969)
2. Kapitán fregaty, 2002, překlad: Leonid Křížek (Post Captain, 1972)
3. H.M.S. Surprise, 2003, překlad: Leonid Křížek (HMS Surprise, 1973)
4. Výprava na Mauritius, 2005, překlad: Leonid Křížek (The Mauritius Command, 1977); román je inspirovaný skutečnými událostmi
5. Pochmurný ostrov, 2007, překlad: Ing. Simona Kučerová (Desolation Island, 1978)
6. Válečná štěstěna, 2012, překlad: Simona Kučerová (The Fortune of War, 1979)
7. Na vlnách Baltu, 2013, překlad: Jana Šimonová (The Surgeon's Mate, 1980)
8. Iónská mise, 2015, překlad: Jana Šimonová (The Ionian Mission, 1981)
9. Přístav zrady, 2016, překlad: Jana Šimonová (Treason's Harbour, 1983)
10. Odvrácená strana světa, 2017, překlad: Linda Bartošková (The Far Side of the World, 1984)
11. Rub mdaile, 2018, překlad: Linda Bartošková, František Novotný (The Reverse of the Medal, 1986)
12. Lapací list, 2019, překlad: Linda Bartošková (The Letter of Marque, 1988)
13. Pozdravná salva, 2020, překlad: Linda Bartošková (The Thirteen-Gun Salute, 1989)
14. Muškát útěchy, 2021, překlad: Linda Bartošková, (The Nutmeg of Consolation 1991)
15. Clarissa Oakes (1992)
16. The Wine-Dark Sea (1993)
17. The Commodore (1994)
18. The Yellow Admiral (1996)
19. The Hundred Days (1998)
20. Blue at the Mizzen (1999)
21. The Final Unfinished Voyage of Jack Aubrey (2004)

Odborným námořním poradcem a korektorem českých překladů je, počínaje 5. dílem, ing. Karel Lokaj, kapitán dálné plavby.
Na motivy několika dílů série (Master and Commander, HMS Surprise a The Far Side of the World) natočil roku 2003 režisér Peter Weir film Master and Commander: Odvrácená strana světa (v originále Master and Commander: The Far Side of the World), s Russellem Crowem a Paulem Bettanym v hlavních rolích.

### Ostatní tvorba
Kromě historických námořních románů napsal několik povídek.
Z literatury faktu lze zmínit životopis španělského malíře Pabla Picassa (Picasso), anglického přírodovědce Sira Josepha Bankse (Joseph Banks: A Life) a publikaci pojednávající o životě námořníků v době Lorda viceadmirála Horatio Nelsona (Men-of-War: Life in Nelson's Navy).
Mimoto přeložil desítky knih z francouzštiny do angličtiny, za zmínku stojí například román Motýlek Henriho Charrièra.